# Mafiti
Mafiti – plemię zuluskie osiadłe na wschód od jeziora Niasa po Ruaha (Afryka wsch.), spokrewnione z Wayao, Watuta i Wahehe. Mafiti mają skórę koloru kawy; w czasie wojny malują się jaskrawo, głowy przystrajają pióropuszami. Broń ich stanowią lance, dziryty i wielkie owalne tarcze za skór. 
Mafiti noszą jedynie przepaski, znają tatuaż, mieszkają w chatach o stożkowatych, słomianych dachach. Około 1825 roku przybyli z południa; przekroczywszy Zambezi, dotarli aż do Usaramo, Khutu i Usugara, podbijając tamtejsze ludy. W latach 1889–1897 ulegli Niemcom, którzy ostatecznie opanowali to plemię w 1906. Mafiti zwą też Mihindżów (Magwangwara, Mahenge), plemię utworzone z niedobitków dawnych ludów, które skupiły się dookoła plemienia Wangoni.